# Papuana japenensis
Papuana japenensis är en skalbaggsart som beskrevs av Gilbert John Arrow 1941. Papuana japenensis ingår i släktet Papuana och familjen Dynastidae. Inga underarter finns listade i Catalogue of Life.